# 34-я пехотная дивизия (вермахт)
34-я пехотная дивизия (нем. 34. Infanterie-Division) — тактическое соединение сухопутных войск вооружённых сил нацистской Германии периода Второй мировой войны.

## История существования
Образована 1 апреля 1936 года в ходе первой волны мобилизации. Базировалась в Кобленце, который принадлежал XII военному округу. Принимала участие во Французской операции, оккупируя Саар.

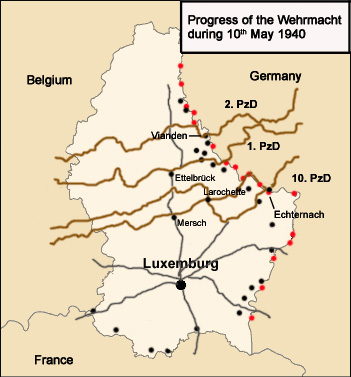
Операция «Ниви» разработана для упрощения продвижения танковых войск через Люксембург и Бельгию

Далее были проведены немецкие воздушные операции в Люксембурге, захвачены 5 переправ и путей сообщения, ведущих в центральную Бельгию. Наступление проводили 125 добровольцев из 34-й пехотной дивизии под командованием Вайнера Гейдриха. Воздушная транспортировка была осуществлена с помощью Fieseler Fi 156 Storch. Было потеряно 5 самолётов и 30 человек убитыми.
В июне 1941 года в составе группы армий «Центр» участвовала во вторжении в СССР.
22 июня 1941 года в ходе начавшейся операции "Барбаросса" дивизия легко прорвала оборонительную линию вокруг города и продвинулась к Березине и, наконец, к Днепру южнее Могилева.

Во время артиллерийской подготовки 34-я немецкая пехотная дивизия нанесла большие потери нашей 22-й танковой дивизии, размещавшейся в южном военном городке Бреста в 2,5—3,5 км от государственной границы. Этот городок находился на ровной местности, хорошо просматриваемой со стороны противника. Артиллерийский огонь по городку и последовавшие затем налеты авиации оказались для дивизии, как и для остальных войск, неожиданными. Погибло и получило ранения большое количество личного состава и членов семей командного состава. Этому способствовало скученное расположение частей дивизии. Красноармейцы размещались в общежитиях, спали на 3—4-ярусных нарах, а офицеры с семьями жили в домах начсостава поблизости от красноармейских казарм. От ударов артиллерии и авиации дивизия потеряла также большую часть танков, артиллерии и автомашин, больше половины всех автоцистерн, мастерских и кухонь. От огня противника загорелись и затем взорвались артиллерийский склад и склад горюче-смазочных материалов дивизии.— Сандалов Л. М. Боевые действия войск 4-й армии в начальный период Великой Отечественной войны
Дивизия воевала на территории Советского Союза в течение трёх лет. В ходе Днепровско-Карпатской операции близ Горного Тикича понесла тяжёлые потери, что привело к эвакуации дивизии с Восточного фронта. В июле 1944 года была переброшена в Италию, где капитулировала в апреле 1945 года.

## Командиры
| Время командования                | Воинское звание    | Имя               |
| --------------------------------- | ------------------ | ----------------- |
| 1 апреля 1936 — 1 октября 1937    | Генерал-лейтенант  | Эрих Людке        |
| 1 октября 1937 — 1 марта 1938     | Генерал-майор      | Макс фон Фибан    |
| 1 марта 1938 — 1 апреля 1939      | Генерал-лейтенант  | Фридрих Бремер    |
| 19 июля 1939 — 10 мая 1940        | Генерал артиллерии | Ганс Белендорфф   |
| 11 мая — 1 ноября 1940            | Генерал-лейтенант  | Вернер Занне      |
| 1 ноября 1940 — 18 октября 1941   | Генерал артиллерии | Ганс Белендорфф   |
| 18 октября 1941 — 5 сентября 1942 | Генерал-лейтенант  | Фридрих Фюрст     |
| 5 сентября — 2 ноября 1942        | Генерал-лейтенант  | Теодор Шерер      |
| 2 ноября 1942 — 31 мая 1944       | Генерал пехоты     | Фридрих Хохбаум   |
| 31 мая 1944—1945                  | Генерал-лейтенант  | Теобальд Либ      |
| 1945                              | Полковник          | Фердинанд Хиппель |

## Структура
Структура дивизии в ходе Второй мировой с 1939 по 1944
| 1939 | 1942                                                     | 1943—1944                                                |
| 80-й пехотный полк (Infanterie-Regiment 80)                                                              | 80-й гренадёрский полк (Grenadier-Regiment 80)           | 80-й гренадёрский полк (Grenadier-Regiment 80)           |
| 107-й пехотный полк (Infanterie-Regiment 107)                                                            | 107-й гренадёрский полк (Grenadier-Regiment 107)         | 107-й гренадёрский полк (Grenadier-Regiment 107)         |
| 253-й пехотный полк (Infanterie-Regiment 253)                                                            | 253-й гренадёрский полк (Grenadier-Regiment 253)         | 253-й гренадёрский полк (Grenadier-Regiment 253)         |
| 34-й артиллерийский полк (Artillerie-Regiment 34)                                                        |                                                          |                                                          |
| 34-й сапёрный батальон (Pionier-Bataillon 34)                                                            |                                                          |                                                          |
| 34-й дивизион ПТО (Panzerabwehr-Abteilung 34)                                                            | 34-й противотанковый дивизион (Panzerjäger-Abteilung 34) | 34-й противотанковый дивизион (Panzerjäger-Abteilung 34) |
| 34-й батальон связи (Nachrichten-Abteilung 34)                                                           |                                                          |                                                          |
| 34-й разведывательный батальон (Aufklärungs-Abteilung 34)                                                | 34-й батальон самокатчиков (Radfahr-Abteilung 34)        | 34-й фузилёрский батальон (Füsilier-Bataillon 34)        |
| 34-й батальон АИР (Beobachtungs-Abteilung 34)                                                            | --                                                       | --                                                       |
| 34-й запасной батальон (Feldersatz-Bataillon 34)                                                         |                                                          |                                                          |
| войска подчинявшиеся командиру снабжения 34-й пехотной дивизии (Infanterie-Divisions-Nachschubführer 34) |                                                          |                                                          |

## Награждённые Рыцарским крестом Железного креста

### Рыцарский Крест Железного креста (16)
- Вальтер Хёрнляйн, 30.07.1941 — полковник, командир 80-го пехотного полка
- Фриц граф фон Оберндорф, 25.08.1941 — майор резерва, командир 34-го разведывательного батальона
- Вильгельм Брюкнер, 05.10.1941 — унтер-офицер, командир орудия 14-й (противотанковой) роты 253-го пехотного полка
- Ганс Белендорфф, 11.10.1941 — генерал-лейтенант, командир 34-й пехотной дивизии
- Вильгельм Хюммерих, 18.10.1941 — лейтенант резерва, командир взвода 14-й (противотанковой) роты 80-го пехотного полка
- Фридрих Хохбаум, 22.08.1943 — генерал-лейтенант, командир 34-й пехотной дивизии
- Герман Хартманн, 31.08.1943 — фельдфебель, командир взвода 3-й роты 34-го сапёрного батальона
- Каспар Харшайдт, 31.08.1943 — фанен-юнкер-обер-фельдфебель, командир взвода 3-й роты 253-го пехотного полка
- Фердинанд Хиппель, 22.10.1943 — полковник, командир 253-го пехотного полка
- Фридрих Глазер, 02.11.1943 — обер-ефрейтор, наводчик 14-й (противотанковой) роты 253-го пехотного полка
- Вернер Шраут, 03.12.1943 — обер-лейтенант, командир 1-й роты 80-го пехотного полка
- Готтлоб Шилль, 28.12.1943 — обер-ефрейтор, наводчик 14-й (противотанковой) роты 107-го пехотного полка
- Иоганн Пфайль, 29.02.1944 — капитан, командир 1-го батальона 80-го пехотного полка
- Курт Зункель, 14.05.1944 — обер-лейтенант резерва, командир 3-й роты 107-го пехотного полка
- Ойген Штайгельманн, 09.06.1944 — фельдфебель, командир взвода 8-й роты 80-го пехотного полка
- Вилли Циммерманн, 23.10.1944 — фельдфебель, командир взвода 6-й роты 80-го пехотного полка

### Рыцарский Крест Железного креста с Дубовыми листьями
- Фридрих Хохбаум (№ 486), 04.06.1944 — генерал-лейтенант, командир 34-й пехотной дивизии